# Jules Warnier
Pour les articles homonymes, voir Warnier.
Jules Warnier, né le 26 août 1826 à Reims et décédé le 21 juin 1899  dans cette ville, est un homme politique français.

## Biographie
Cousin d'Auguste Warnier, Jules Augustin Warnier-David fut employé dans le commerce de tissus d’Adolphe David, dont il épousa en 1850 la fille Élisa (1829-1895). Il sut donner une grande extension à la maison dont il prit la direction après la mort de son beau-père. Président de la Société industrielle, il obtint de la municipalité de Reims la création de l’École professionnelle, l’une des premières ouvertes en France. 

## Vie dans la cité
Juge au Tribunal de commerce, membre de la Chambre de commerce, il fut conseiller municipal de Reims et député de 1871 à 1876. Il se fit remarquer par son dévouement pendant la Guerre de 1870. Il est élu, le 8 février 1871, représentant de la Marne à l'Assemblée nationale, troisième sur une liste de huit candidats - parmi lesquels son ami Jules Simon -, par 39 863 voix (68 852 votants, 112 180 inscrits). Dans cette législature, il prit place à la gauche républicaine et vota pour la paix, pour l'abrogation des lois d'exil, contre la pétition des évêques, contre la démission de Thiers, contre le septennat, contre le ministère de Broglie, pour l'amendement Wallon et pour les lois constitutionnelles. Il ne s'est pas représenté en 1876.
C'est un partisan du libéralisme économique et du libre-échange. Membre d'une ligue permanente de la liberté industrielle et commerciale, hostile au protectionnisme, il adhère en 1872 à la très libérale Société d'économie politique. 
Ami de peintres tels que Corot, Chintreuil, Daubugny, il possédait une collection de peinture et il légua au musée des Beaux-Arts une belle collection de toiles, parmi lesquelles plusieurs Corot. Il repose au Cimetière du Nord.

## Sources

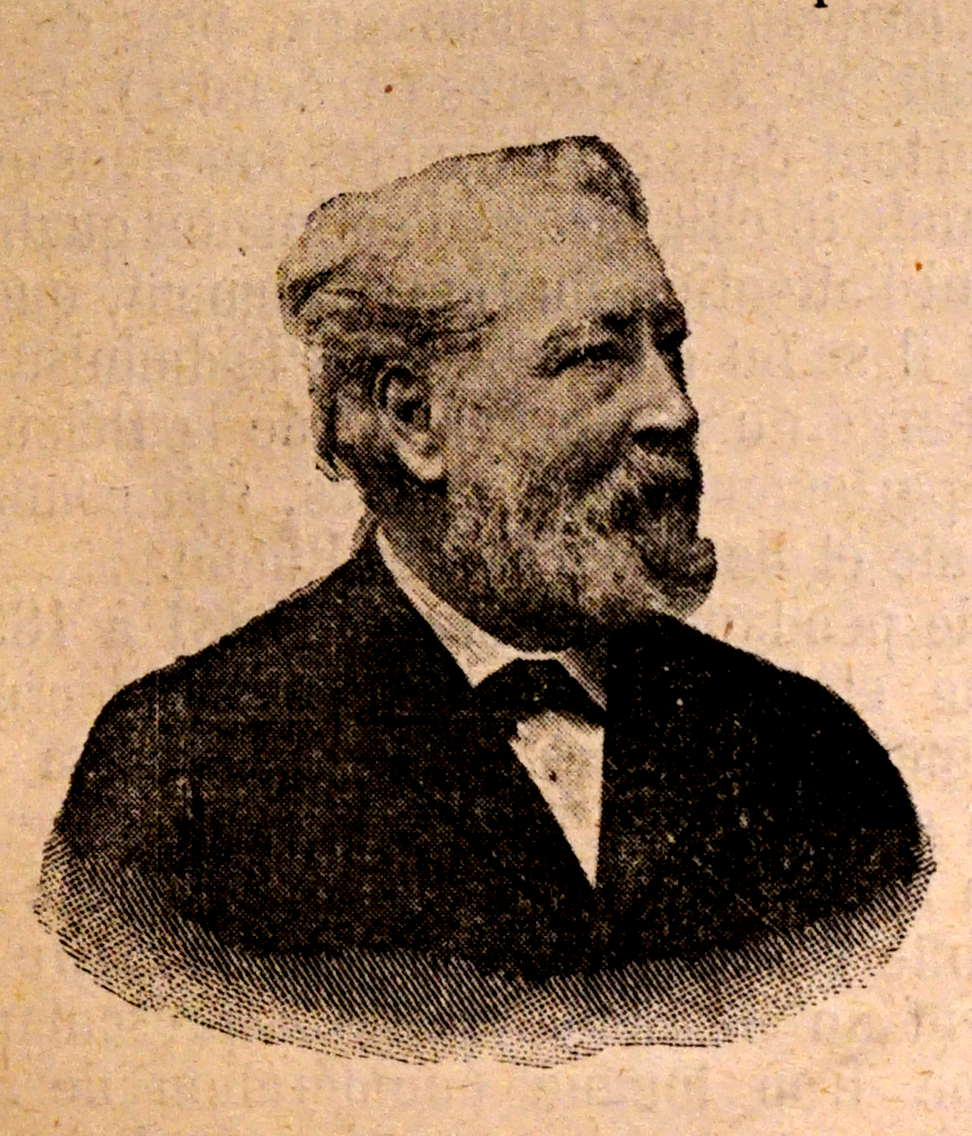
Portrait de Jules Désiré Warnier David.

- Ressource relative à la vie publique :   - Base Sycomore
- « Jules Warnier », dans Adolphe Robert et Gaston Cougny, Dictionnaire des parlementaires français, Edgar Bourloton, 1889-1891 [détail de l’édition]